# Księżniczka Sissi
Księżniczka Sissi (ang. Princess Sissi, 1997) – niemiecko-francusko-kanadyjski serial animowany.
Księżniczka Sissi oparta jest na dziejach prawdziwej postaci – księżniczki bawarskiej Elżbiety, nazywanej Sissi, która poślubiając cesarza Franciszka Józefa została cesarzową Austrii i późniejszą królową Węgier.

## Fabuła
Serial animowany opowiada o Sissi, która zdobywa serce cesarza Franciszka Józefa – władcy jednego z najpotężniejszych krajów w XIX-wiecznej Europie – Austro-Węgier. Cesarz pragnie poślubić ukochaną Sissi i nic, nawet wojna, nie może przeszkodzić ich głębokiej miłości. Osoba, której władca ufa, Arcyksiężna Zofia, nienawidzi Sissi i uczyni wszystko, aby nie dopuścić do ślubu. Chce, by syn ożenił się przez nią wybraną kobietą, Heleną von Grossberg. Sissi okazuje się być bystrą i zdecydowaną osobą, która nawet w obliczu wojny, samotności jest na tyle odważna, że pokonuje wszelkie dworskie przeszkody, jakie stają na drodze do jej ukochanego.

## Bohaterowie
- Elżbieta Bawarska „Sissi” – księżniczka bawarska, córka księcia Maksymiliana Bawarskiego i księżnej Ludwiki Wittelsbach. Ukochana arcyksięcia Franciszka Józefa. W ostatnim odcinku wychodzi za mąż i zostaje koronowana na cesarzową Austrii.
- Franciszek Józef I – arcyksiążę Austrii. Syn arcyksiężnej Zofii. Ukochany Sissi. W ostatnim odcinku koronowany na cesarza Austrii.
- Karol Ludwik – arcyksiążę Austrii, młodszy brat Franciszka Józefa. Bardziej rozważny niż brat.
- Arcyksiężna Zofia – arcyksiężna Austrii, wdowa po synu cesarza Austrii. Matka Franciszka i Karola. Do czasu koronacji syna pełni rolę regentki. Władcza i stanowcza. Początkowo traktuje Sissi bardzo niechętnie i faworyzuje Helenę, z czasem się jednak do niej przekonuje.
- Księżna Ludwika – księżna Bawarii. Żona Maksymiliana. Matka Sissi, Tiny, Kaila, Konrada i Beli. Bardziej rozważna niż mąż.
- Książę Maksymilian – książę Bawarii. Mąż Ludwiki. Ojciec Sissi, Tiny, Kaila, Konrada i Beli. Ma bardzo dobre stosunki z mieszkańcami Possenhoffen. Pomaga rodzinie Braunerów. Ma demokratyczne poglądy. Przyjaźni się z Gyulą Andrássym.
- Helena von Grossberg – hrabianka austriacka, córka generała von Grossberga. Ulubienica arcyksiężnej Zofii Bawarskiej, która chce wyswatać ją z Franciszkiem. Próżna i złośliwa. Luźno wzorowana na siostrze Elżbiety Bawarskiej – Helenie von Wittelsbach, która faktycznie miała poślubić Franciszka.
- Gyula Andrássy – węgierski rewolucjonista, pułkownik. Przyjaciel Maksymiliana Bawarskiego. Ukochany Idy Ferency.
- Ida Ferency – węgierska rewolucjonistka, ukochana Gyuli Andrássy’ego. Pracuje jako akrobatka w cyrku Zaniouszka. Wzorowana luźno na damie dworu Elżbiety Bawarskiej pochodzenia węgierskiego – Idzie Ferenczy.
- Morgasz – węgierski rewolucjonista. Zastępca Gyuli Andrássy’ego.
- Kail i Konrad (w wersji niemieckiej Ludwig i Konrad) – młodsi bracia Sissi, bliźniacy. Rozbrykani.
- Tina (w wersji niemieckiej Marie) – młodsza siostra Sissi. Gadatliwa i sprytna.
- Tomek – sierota przygarnięty przez państwa Braunerów, a potem Wittelsbachów. Przyjaciel Sissi. Okazuje się być synem Tomasza Glucka.
- Anulka – sierota mieszkająca w wiedeńskim sierocińcu. Straciła rodziców w czasie powodzi rodzinnej wioski. Uratowana przez Sissi i Karola. Przyjaciółka Sissi.
- Sylwia – mała Cyganka podróżująca z taborem po Węgrzech. Dzięki wstawiennictwu Sissi jej matka została uwolniona z więzienia.
- Matylda – dama dworu Elżbiety Bawarskiej. Szybko zaprzyjaźnia się z podopieczną i pomaga jej w funkcjonowaniu na cesarskim dworze. Opiekuje się sierotami z wiedeńskiego sierocińca. Ukochana Johna Karmelka.
- John Karmelek – brytyjski lord. Podróżnik. Dyrektor cyrku Zaniouszka sprowadzonego do Wiednia na urodziny Heleny. Szybko zaprzyjaźnia się z Sissi i pomaga jej. Ukochany Matyldy. Po wyjeździe cyrku zostaje dyrektorem wiedeńskiego sierocińca.
- Heinrich – burmistrz Possenhofen. Ma dobre stosunki z Wittelsbachami. Stara się chronić mieszkańców Possenhofen przed hrabią Arkasem.
- Tomasz Gluck – architekt pochodzący z Bawarii. Ojciec Tomka. Przyjmuje od Arkasa zlecenie wybudowania zamku. Fałszywie oskarżony przez Arkasa o porzucenie dziecka w lesie i skazany na kilkanaście lat pracy w kamieniołomach. Po odbyciu kary zaciąga się do armii austriackiej. Podczas wojny z Węgrami spotyka Tomka. Ratuje mu życie w czasie strzelaniny.
- Kasper – ochmistrz pałacu Schonbrunn.
- Johan – górnik z kopalni Weifel. Ratuje życie Franciszka w czasie wybuchu w kopalni. Pomaga Węgrom w ucieczce z wiedeńskiego więzienia.
- Greta – służąca Wittelsbachów.
- Wilhelm – służący Wittelsbachów.
- Fritz – wędrowny lekarz. Oszust pochodzący ze wsi. Wykorzystany przez Arkasa i Zottornika jako sobowtór Franciszka. Pomaga Sissi zdemaskować oszustwo. Zakochany w Helenie, którą w ostatnim odcinku poślubia.
- Hrabia Arkas – bawarski hrabia. Jego marzeniem jest zagarnąć rodowy majątek Wittelsbachów. Jest bezwzględny i okrutny dla poddanych chłopów. Nawiązuje współpracę z kanclerzem Zottornikiem.
- Kanclerz Zottornik – kanclerz Austrii. Jego marzeniem jest przejąć faktyczną władzę w cesarstwie. Wywiera bardzo duży wpływ na arcyksiężną. Nienawidzi Węgrów. Nawiązuje współpracę z hrabią Arkasem. Luźno wzorowany na kanclerzu Metternichu.
- von Grossberg – generał, a potem marszałek armii austriackiej. Ojciec Heleny. Mówi bardzo niewyraźnie.

## Wersja polska
Wersja polska: Master Film na zlecenie TVN

Reżyseria:
- Elżbieta Jeżewska (odc. 1-7, 13-15),
- Paweł Łysak (odc. 8-12),
- Miriam Aleksandrowicz (odc. 16-52)

Dialogi:
- Elżbieta Jeżewska (odc. 1-4, 14-15),
- Dorota Filipek-Załęska (odc. 5-13, 16-32, 34-36, 39-41, 44-46),
- Wojciech Szymański (odc. 33, 37-38, 42-43, 47-51),
- Elżbieta Kowalska (odc. 52)

Dźwięk:
- Elżbieta Mikuś (odc. 1-15),
- Ewa Kwapińska (odc. 16-33),
- Marek Dubowski (odc. 34-52)

Montaż:
- Jan Graboś (odc. 1-15),
- Krzysztof Podolski (odc. 16-52)

Kierownictwo produkcji:
- Dorota Suske-Bodych (odc. 1-2, 5-6, 13-15),
- Dariusz Falana (odc. 3-4, 7-12),
- Agnieszka Wiśniowska (odc. 16-52)

Teksty piosenek: Andrzej Brzeski

Opracowanie muzyczne: Eugeniusz Majchrzak

Śpiewała: Anna Ścigalska

Wystąpili:
- Izabella Bukowska – Sissi
- Jacek Czyż – Lord John Karmelek
- Jacek Braciak – Tomek
- Elżbieta Jędrzejewska – Helena
- Małgorzata Drozd – pani Matylda
- Olga Bończyk – Ida Ferenczy
- Tomasz Zaliwski – Kanclerz Zottornik
- Wojciech Paszkowski – Franciszek Józef
- Ewa Decówna – Arcyksiężna Zofia
- Piotr Adamczyk – Karol Ludwik
- Agata Gawrońska – Tina
- Włodzimierz Bednarski – Maksymilian
- Michał Konarski – Gyula Andrássy
- Krzysztof Gosztyła – Arkas
- Józef Mika –
  - Kail,
  - Konrad
- Mirosława Krajewska – Ludwika
- Mieczysław Morański – Hipnotyzer
- Beata Bandurska – Panna Emilia
- Robert Więckiewicz – Konduktor Emil
- Jacek Bończyk – doktor Fritz
- Robert Tondera
- Wojciech Szymański
- Jacek Mikołajczak
- Krzysztof Zakrzewski
- Elżbieta Bednarek
- Aleksander Wysocki
- Katarzyna Skolimowska
- Maria Szatkowska
- Paweł Szczesny
- Mirosława Nyckowska
- Adam Bauman
- Tomasz Grochoczyński
- Marcin Troński
- Maciej Czapski
- Jerzy Mazur
- Tomasz Jarosz
- Mirosław Konarowski
- Henryk Łapiński
- Dariusz Kurzelewski
- Mieczysław Gajda
- Cezary Nowak
- Andrzej Arciszewski

Lektor: Marek Lelek

## Odcinki
- Wcześniej można było oglądać w telewizji TVN i Fox Kids oraz Jetix Play.
- Serial emitowany był w Jetix Play od 1 listopada 2003 roku (odcinki 1-20). Kolejne odcinki (21-52) Jetix Play emitował od 1 października 2006 roku.

### Spis odcinków
| N/o            | Polski tytuł                    | Angielski tytuł                     | Niemiecki tytuł               |
| -------------- | ------------------------------- | ----------------------------------- | ----------------------------- |
|                |                                 |                                     |                               |
| Seria pierwsza |                                 |                                     |                               |
|                |                                 |                                     |                               |
| 01             | Uparta księżniczka              | Sissi Gets Her Way                  | Willkommen in Possenhofen     |
|                |                                 |                                     |                               |
| 02             | Niespodziewani goście           | The Unexpected Guests               | Unerwartele Gäste             |
|                |                                 |                                     |                               |
| 03             | Cesarska niespodzianka          | An Imperial Surprise                | Eine Kaiserliche Ūberraschung |
|                |                                 |                                     |                               |
| 04             | Złodziejaszek z Possenhofen     | Possi’s Little Thief                | Der Kleine Dieb               |
|                |                                 |                                     |                               |
| 05             | Helena złośnica                 | Helena The Terrible                 | Die Schreckliche Helene       |
|                |                                 |                                     |                               |
| 06             | Czas rozstania                  | Time To Say Good-bye                | Abschied von Franz            |
|                |                                 |                                     |                               |
| 07             | Ryzykowna gra                   | Taking Changes                      | Die Schwarze Hengst           |
|                |                                 |                                     |                               |
| 08             | Tajemniczy leśny stwór          | An Unusual Woodsman                 | Der Fremde im Wald            |
|                |                                 |                                     |                               |
| 09             | Zemsta Arkasa                   | Arkas Gets His Revenge              | Arkas’ Rache                  |
|                |                                 |                                     |                               |
| 10             | Pocałunek w Innsbrucku          | The Innsbruck Kiss                  | Der Versöhnungskuss           |
|                |                                 |                                     |                               |
| 11             | Odmowa rodziców                 | The Parents Refuse                  | Entscheidung gegen die Liebe  |
|                |                                 |                                     |                               |
| 12             | List od Franciszka              | A letter From Franz                 | Ein Brief von Franz           |
|                |                                 |                                     |                               |
| 13             | Bal zaręczynowy                 | The Engagement Ball                 | Der Verlobungsball            |
|                |                                 |                                     |                               |
| 14             | Nieudane spotkanie              | Missed Reunions                     | Ein verhindertes Wiedersehen  |
|                |                                 |                                     |                               |
| 15             | Na cesarskim dworze             | First Steps In The Royal Court      | Im goldenen Käfig             |
|                |                                 |                                     |                               |
| 16             | Złota klatka                    | A Gilded Cage                       | In letzter Sekunde            |
|                |                                 |                                     |                               |
| 17             | Cyrk Zaniouszka                 | The Zaniouchka Circus               | Der ungarische Zirkus         |
|                |                                 |                                     |                               |
| 18             | Tajemnica lustra                | The Mirror’s Secret                 | Das Geheimnis des Spiegels    |
|                |                                 |                                     |                               |
| 19             | Burzliwe święta                 | An Eventful Christmas               | Aufregende Weihnachten        |
|                |                                 |                                     |                               |
| 20             | Twierdza                        | The Fortress                        | Die Festung des Grauens       |
|                |                                 |                                     |                               |
| 21             | Wyścig z czasem                 | Running Against Time                | Wettlauf gegen die Zeit       |
|                |                                 |                                     |                               |
| 22             | Sprzeczka zakochanych           | Lover’s Tif                         | Liebesgezänk                  |
|                |                                 |                                     |                               |
| 23             | Kradzież Pioruna                | They’ve Stolen Tempest              | Der maskierte Reiter          |
|                |                                 |                                     |                               |
| 24             | Zasłużone zwycięstwo            | A Well-deserved Victory             | Ein Sieg mit Hindernissen     |
|                |                                 |                                     |                               |
| 25             | Niebezpieczeństwo w Praterze    | Danger At The Prater                | Ein gefährliches Vergnügen    |
|                |                                 |                                     |                               |
| 26             | Sissi i Franz dotrzymują słowa  | Sissi And Franz Keep Their Promises | Versprochen ist versprochen   |
|                |                                 |                                     |                               |
| 27             | Zniknięcie diademu              | The Tiara Is Gone                   | Der geraubte Brautschmuck     |
|                |                                 |                                     |                               |
| 28             | Rwetes w operze                 | The Opera Caper                     | Die Oper brennt!              |
|                |                                 |                                     |                               |
| 29             | Poświęcenie Sissi               | Sissi’s Sacrifice                   | Ein teuflischer Plan          |
|                |                                 |                                     |                               |
| 30             | Wiwat Erżibet                   | Hooray Erzsebet!                    | Lang lebe Elisabeth!          |
|                |                                 |                                     |                               |
| 31             | Zazdrość                        | Jealousy                            | Blind vor Eifersucht          |
|                |                                 |                                     |                               |
| 32             | Pożegnanie z Budapesztem        | Good-bye Budapest                   | Abschied von Budapest         |
|                |                                 |                                     |                               |
| 33             | Ocalić Possenhofen              | Possi Must Be Saved                 | Possenhofen in Gefahr         |
|                |                                 |                                     |                               |
| 34             | Sissi i paryscy Apacze          | Sissi And The Apaches               | Unter Banditen                |
|                |                                 |                                     |                               |
| 35             | Ciężkie czasy                   | Hard Times                          | Schwere Zeiten                |
|                |                                 |                                     |                               |
| 36             | Tajemnicza Amazonka             | The Mysterious Horsewoman           | Die geheimnisvolle Reiterin   |
|                |                                 |                                     |                               |
| 37             | Zabawa w chowanego              | Hide And Seek At Schönbrunn         | Versteckspiel in Schönbrunn   |
|                |                                 |                                     |                               |
| 38             | Wielki pościg                   | The Great Chase                     | Verfolgungsjagd im Zug        |
|                |                                 |                                     |                               |
| 39             | Weneckie wyznania               | Confessions In Venice               | Karneval in Venedig           |
|                |                                 |                                     |                               |
| 40             | Wyspa Ahriman                   | Ahriman Island                      | Die Insel der Verbannten      |
|                |                                 |                                     |                               |
| 41             | Morska katastrofa               | The Shipwreck                       | Schiffbruch!                  |
|                |                                 |                                     |                               |
| 42             | Więźniowie Arkasa               | Arkas’ Prisoners                    | Die Ruinenstadt               |
|                |                                 |                                     |                               |
| 43             | Ta cała Sissi                   | Private Sissi                       | Zwischen den Fronten          |
|                |                                 |                                     |                               |
| 44             | Sissi i wojenna zawierucha      | Sissi In The Eye Of The Storm       | Verschüttet                   |
|                |                                 |                                     |                               |
| 45             | Trzy gołębie                    | The Three Pigeons                   | Strafe für Zottornik          |
|                |                                 |                                     |                               |
| 46             | Strzeż się, Księżniczko         | Be Careful Princess                 | Blindes Vertrauen             |
|                |                                 |                                     |                               |
| 47             | Sen Tomka                       | Tommy’s Mystery                     | Tonis schönster Tag           |
|                |                                 |                                     |                               |
| 48             | Arkas nigdy nie daje za wygraną | Arkas Never Gives Up                | Arkas gibt niemals auf        |
|                |                                 |                                     |                               |
| 49             | Mikstura doktora Fritza         | Dr. Fritz’s Elixer                  | Das Wunderelixier             |
|                |                                 |                                     |                               |
| 50             | Książę Fritz                    | Prince Fritz                        | Der falsche Prinz             |
|                |                                 |                                     |                               |
| 51             | Podwójna gra                    | The Double-Crossed Game             | Franz wird gesucht            |
|                |                                 |                                     |                               |
| 52             | Tryumf miłości                  | The Triumph Of Love                 | Der Triumph der Liebe         |
|                |                                 |                                     |                               |